# Oliver Gurney
Oliver Robert Gurney (Londres, 28 de enero de 1911-11 de enero de 2001) fue un asiriólogo e hititólogo inglés.
Nació en Londres en 1911, era hijo del zoólogo Robert Gurney y sobrino del arqueólogo John Garstang. Fue educado en el Eton College . Estudió en el New College estudios clásicos y se graduó en 1933.
Su tío John Garstang despertó el interés del joven Gurney en los estudios hititas, quien después estudió acadio en la Universidad de Oxford de 1934-35. Fue alumno de Hans Ehelolf en la Universidad de Berlín donde estudió hitita.
Durante la Segunda Guerra Mundial se unió a la Royal Artillery y sirvió en la Sudan Defence Force.
En 1939 publicó su tesis doctoral Hittite Prayers of Mursilis II. A su regreso a Oxford en 1945, Gurney aceptó el puesto de  profesor de Asiriología, cargo que ocupó hasta su retiro en 1978. En 1948, se unió al consejo de administración del Instituto Británico de Arqueología en Ankara, fundado por su tío, y mantuvo sus vínculos con el Instituto durante el resto de su vida, siendo su presidente desde 1982. De 1956 a 1996, editó la revista del Instituto, Anatolian Studies.
Fue elegido fellow de la Academia Británica en 1959, y fellow en 1963 del  Magdalen College de Oxford. En 1965, la Universidad de Oxford le confirió el título de catedrático.
Gurney escribió el texto clásico The Hittites, publicado por Penguin Books en 1952 y reeditado muchas veces.

## Obras
- The Hittites (en inglés). Penguin. 1952. ISBN 0-14-020259-5.
- —; Garstang, John (1959). The Geography of the Hittite Empire (en inglés). British Institute at Ankara.
- Anatolia c.1750 - 1600 B.C. (en inglés). Cambridge University Press. 1962.
- Some Aspects of Hittite Religion (en inglés). Oxford: Oxford University Press. 1977. ISBN 978-0-19-725974-0.
- The Middle Babylonian Legal and Economic Texts From Ur (en inglés). Londres: The British School of Archaeology in Iraq. 1989. ISBN 0903472074.